# Dresden Hauptbahnhof
Dresden Hauptbahnhof – główny dworzec kolejowy w Dreźnie, w Saksonii. Jeden z największych w Niemczech. Obsługuje dziennie około 50 tys. pasażerów.
Obsługuje połączenia krajowe (Berlin, Lipsk, Chemnitz, Chociebuż, Frankfurt nad Menem, Hamburg, Kolonia) oraz zagraniczne (Budapeszt, Praga, Bratysława, Wrocław).